# FUS de Rabat (basket-ball féminin)
La section basket-ball est l'une des nombreuses sections du club marocain omnisports du FUS de Rabat.

## Présidence de la section
- 199. - 2007 : Abdelali ZEROUALI
- 2007 - .... : Saâd MOULINE

## Palmarès
- Championnat du Maroc (5)
  - Champion : 1998, 1999, 2001, 2002, 2003
- Coupe du Trône (2)
  - Vainqueur : 1997, 2004
  - Finaliste : 1998, 1999, 2000, 2002, 2003, 2005